# Liste der Flughäfen und Flugplätze in Singapur
Dies ist eine Liste der Flugplätze in Singapur geordnet nach Orten. Flughäfen mit regelmäßigem Linienverkehr sind in Fettschrift gekennzeichnet.
| Stadt                              | ICAO                  | IATA                  | Name des Flugplatzes                                             | Landebahn                                           | Koordinaten                  |                       |
| Öffentliche Flughäfen              | Öffentliche Flughäfen | Öffentliche Flughäfen | Öffentliche Flughäfen                                            | Öffentliche Flughäfen                               | Öffentliche Flughäfen        | Öffentliche Flughäfen |
| ---------------------------------- | --------------------- | --------------------- | ---------------------------------------------------------------- | --------------------------------------------------- | ---------------------------- | --------------------- |
| Changi                             | WSSS                  | SIN                   | Flughafen Singapur                                               | 4000 × 60 m Asphalt/Beton 4000 × 60 m Asphalt/Beton | 1° 21′ 33″ N, 103° 59′ 22″ O |                       |
| Seletar                            | WSSL                  | XSP                   | Flughafen Singapur-Seletar                                       | 1836 × 46 m Asphalt                                 | 1° 25′ 1″ N, 103° 52′ 4″ O   |                       |
| Militärische Luftwaffenstützpunkte |                       |                       |                                                                  |                                                     |                              |                       |
| Changi                             | WSAC                  |                       | Changi Air Base (West)                                           | 4000 m Asphalt                                      | 1° 22′ 34″ N, 103° 58′ 59″ O |                       |
| Changi                             |                       |                       | Changi Air Base (East)                                           | 4000 m × 60 m Asphalt                               | 1° 20′ 44″ N, 104° 0′ 35″ O  |                       |
| Paya Lebar                         | WSAP                  | QPG                   | Militärflugplatz Paya Lebar (früherer internationaler Flughäfen) | 3780 × 61 m Asphalt                                 | 1° 21′ 37″ N, 103° 54′ 34″ O |                       |
| Sembawang                          | WSAG                  |                       | Militärflugplatz Sembawang (Helikopter-Basis)                    | 1907 × 30 m Asphalt 1036 × 30 m                     | 1° 25′ 31″ N, 103° 48′ 46″ O |                       |
| Tengah                             | WSAT                  | TGA                   | Militärflugplatz Tengah                                          | 2743 × 45 m Asphalt                                 | 1° 23′ 14″ N, 103° 42′ 31″ O |                       |
| Militärische Landebahnen           |                       |                       |                                                                  |                                                     |                              |                       |
| Pulau Sudong                       |                       |                       | Flughafen Pulau Sudong (Inselflughafen)                          | 2438 m                                              | 1° 12′ 19″ N, 103° 43′ 8″ O  |                       |
| Ehemalige Flughäfen                |                       |                       |                                                                  |                                                     |                              |                       |
| Kallang                            |                       |                       | Flughafen Kallang (geschlossen 1955)                             | 1677 m                                              | 1° 18′ 26″ N, 103° 52′ 24″ O |                       |